# Térmens
Térmens là một đô thị trong tỉnh Lérida, cộng đồng tự trị Cataluña Tây Ban Nha. Đô thị Térmens có diện tích là 27,5 ki-lô-mét vuông, dân số năm 2009 là 1528 người với mật độ 55,56 người/km². Đô thị Térmens có cự ly 17,6 km so với tỉnh lỵ Lérida.